# Tim Jaubert
Pour les articles homonymes, voir Jaubert.
Pas d'image ? Cliquez ici

a Compétitions nationales et continentales officielles uniquement.

Tim Jaubert, né le 17 décembre 1992, est un joueur français de rugby à XV évoluant au poste d'ailier.

## Biographie
Tim Jaubert est formé à la pratique du rugby à XV à l'école de rugby du Stade hendayais.
Il rejoint par la suite le Biarritz olympique, en catégorie cadets et Crabos, puis les espoirs de l'Union Bordeaux Bègles.
En 2014, il fait son retour dans son club formateur, intégrant l'équipe senior d'Hendaye évoluant alors en Fédérale 2.
Il rejoint en 2017 le RC Strasbourg, pensionnaire de la poule « élite » de Fédérale 1. Alors que le club alsacien fait l'objet d'une relégation administrative en Fédérale 2, Jaubert fait son retour dans le Sud-Ouest l'année suivante, rejoignant le club landais de l'Union sportive dacquoise tout juste reléguée en Fédérale 1, signant un contrat d'une saison.
Il est par la suite recruté par le Stade montois, club voisin pensionnaire de Pro D2, pour une saison plus une optionnelle ; il y dispute ses premiers matchs au niveau professionnel.
Non conservé au terme de cette première saison, Jaubert fait son retour en Fédérale 1, intégrant l'effectif du club basque de l'Anglet ORC,.
En parallèle des terrains, il exerce en tant que préparateur physique auprès de l'effectif professionnel du Biarritz olympique. Il quitte le club angloy à l'intersaison 2023, mettant à cette occasion un terme à sa carrière de joueur. À l'intersaison 2025, il fait son retour à l'Union sportive dacquoise entre temps promue en Pro D2, intégrant le nouvel encadrement technique autour de Vincent Etcheto.